# Zuidereilandsnip
De zuidereilandsnip (Coenocorypha iredalei) is een uitgestorven vogelsoort uit de familie Scolopacidae (strandlopers en snippen). Het werd lang beschouwd als een ondersoort van de aucklandsnip (C. aucklandica), maar werd er in 2002 van afgesplitst als een aparte soort. De soortnaam eert de Britse ornitholoog Tom Iredale.

## Leefwijze
Er werden acht nesten gevonden onder lage Dracophyllum en Manuka op Taukihepa in 1923 en 1931, die allemaal twee grote eieren bevatten. De broedzorg werd gedeeld tussen mannetjes en vrouwtjes en de kuikens verlieten het nest zodra de dooier droog was. Guthrie-Smith documenteerde twee volwassen vogels die samen zorgden voor een enkel kuiken, terwijl Edgar Fraser Stead een kuiken observeerde met een enkele volwassene (Stead in Miskelly & de Lange, 2006). Zowel de duur van de incubatie als de tijd die het kuiken nodig heeft om onafhankelijk te worden, zijn onbekend.
Zowel McLean als Guthrie-Smith ontdekten dat de snip op het Zuidereiland weinig angst voor mensen vertoonde.
Vluchten vonden voornamelijk plaats op heldere, maanverlichte nachten, waarschijnlijk om het risico te minimaliseren dat de snippen in botsing zouden komen met vliegende stormvogels (die op maanverlichte nachten beter zichtbaar zouden zijn).
De voeding omvatte ongewervelde dieren die van de bodem werden verzameld. De door Guthrie-Smith geïdentificeerde prooien omvatten kleine wormen en waarschijnlijk poppen.

## Verspreiding en leefgebied
Subfossiele botvondsten tonen aan dat de zuidereilandsnip oorspronkelijk werd gevonden op het Zuidereiland en op Stewart Island, evenals op enkele eilanden voor de kust (Native Island en Ruapuke Island). Verzamelde exemplaren en goed gedocumenteerde waarnemingen door natuuronderzoekers waren in de 20e eeuw alleen bekend van Jacky Lee Island en Taukihepa/Big South Cape Island (beide voor de kust van Stewart Island). Er werden ook watersnippen vermeld van Pukeweka Island, Rerewhakaupoko Island, Little Moggy Island en Herekopare Island, Mokinui Island, Kundy Island, Green Island en Breaksea Islands (Rukawahakura Island en Wharepuiataha Island). Op Jacky Lee Island bestond het leefgebied uit dichte draadstruiken en Ripogonum scandens-wingerds en brandnetels op de bodem van oleariabossen, in alle begroeide gebieden op Taukihepa, inclusief het oleariabos aan de kust en het rotanbos landinwaarts. Na de introductie van de weka op Taukihepa, trok de snip zich terug in de open Pakihi-vegetatie, die bestaat uit laaggroeiende Dracophyllum longifolium-bomen en Manukastruiken over de door Cladia gedomineerde korstmosvelden in de hooglanden van het eiland. In 1964 werden de laatst twee exemplaren gevonden, maar die stierven kort daarna in gevangenschap. De introductie van de Polynesische rat op de eilanden bleek fataal voor de overleving van de populatie.

## Uitsterven
De populaties op het Zuidereiland en op Stewart Island waren al uitgestorven tijdens de Polynesische kolonisatie en de daarmee gepaard gaande introductie van de Polynesische rat. In 1773 zou er een waarneming zijn geweest van Tamatea / Dusky Sound, Fiordland. De soort overleefde op ten minste negen kleine eilanden tot in de 20e eeuw, maar werd geleidelijk uitgeroeid toen ratten deze bereikten, met de laatste waarnemingen van Taukihepa/Big South Cape Island en Pukeweka Island in 1964. Op Jacky Lee Island (Terra typica) stierf de soort tussen 1911 en 1928 uit, nadat de weka daar werd geïntroduceerd.
De soort is nooit als talrijk beschreven. John McLean en Herbert Guthrie-Smith zagen slechts één enkele vogel tijdens een van de drie korte bezoeken aan het 75 hectare grote Jacky Lee Island in september-november 1911. Guthrie-Smith vond drie nesten en documenteerde vijf paren op Taukihepa in november 1923. Edgar Stead en zijn metgezellen vonden vijf nesten en kwamen tijdens een 8-daagse zoektocht in november/december 1931 zes vogels tegen die buiten de nesten verbleven. Brian Bell en Don Merton zagen in april 1961 een enkele vogel gedurende een maand op Taukihepa. Populatie-onderzoeken zijn nooit gedaan.

## Systematiek
De zuidereilandsnip was nauw verwant aan de chathamsnip (Coenocorypha pusilla) en werd vroeger beschouwd als een ondersoort van de laatste. Het is ook op verschillende manieren beschouwd als een ondersoort van de snaressnip (Coenocorypha huegeli) of, meest recentelijk, de Aucklandsnip (Coenocorypha aucklandica).